# 재령 이씨
재령 이씨(載寧 李氏)는 황해도 재령군을 본관으로 하는 한국의 성씨이다.
시조는 고려의 중신 이우칭(李禹偁)이다. 그러나 시조 이후의 계대를 알 수 없고, 고려 말에 공민왕의 부마인 상장군(上將軍) 이소봉(李小鳳)부터 계대가 정확하게 기록되어 있어 중시조(1세조)로 한다.

## 역사

### 문하시중과 고려국왕의 부마
이우칭은 경주 이씨 소판공(蘇判公) 이거명(李居明)의 6세손으로 고려조 보조공신(補祚功臣)에 책록되고 문하시중(門下侍中)을 지낸 후 재령군에 봉해졌다고 한다.
중시조 상장군(上將軍) 이소봉(李小鳳)은 공민왕의 부마(駙馬)이다. 이소봉의 두 아들은 중랑장(中郞將) 이일상(李日祥)과 사재령(司宰令) 이일선(李日善)이다.

### 공양왕 재위 시기 사헌부 지평
사재령공의 장자인 사헌부 지평 이신은 좌상시 김진양과 더불어 상소하여 조준(趙浚)을 심하게 논하였다고 한다.
재령 이씨들은 고려의 수도였던 개성에 많이 살았으나 고려가 멸망하여, 개성의 재령 이씨들은 사재령공을 중심으로 경남 밀양으로 대거 내려와 살게 된다. 조선 초기에는 극심한 흉년이 들었다.

### 함안의 고려동
사재령공의 4째 아들인 성균관 진사 모은공(慕隱公) 이오는 고려말에 벼슬길을 버리고 경상도 함안 모은리(慕隱里)로 내려가 고려동학(高麗洞學)이라는 비를 세우고 산다. 이오는 야은 길재 선생으로부터 젊은 나이이니 벼슬길에 남아 있으라고 권유를 받았으나 거부하고 은둔 생활을 하였다. 은거한 모은공은 자신의 후손들에게 자신으로부터 3대까지는 벼슬길에 나서지 말 것을 당부한다. 만은공 홍재, 모은공 이오, 금은공 조열 3인이 고려의 관료로서 나라가 망하고 은거하며 합천 해인사 아래에 있는 동네로 자주 모였다.
그래서 그 마을 이름이 삼가 마을이 되었다고 하며 1414년 조선 태종 14년에는 행정구역 삼가현(三嘉縣)이 생겨나고, 1786년 조선 정조 10년부터 건립한 운구서원에 이 3인을 기리며 향사한다.

### 노량해전 충무공의 부장
식성군 이운룡은 임진왜란 때에 충무공 이순신의 부장(副將)이다. 노량해전에서 피탄된 이순신을 대신해서 병력 지휘를 맡는다.

### 정조 시대 사헌부 감찰
자(字)는 성은(聖恩)을 쓰던 휘 한익 어른은 조선 영조 때 무과에 급제하였으나 관직을 받지 못하여 병조 판서를 직접 찾아가서 관직을 요구하여 첫 관직을 임명 받았다. 전중 시어사를 지냈고, 승선을 지냈다. 문숙공이 자주 그의 뛰어남을 칭찬하였고, 사헌부 감찰을 지내고, 외직으로 나가 노년에는 진해 웅현 현감으로 재임을 마치고 기장 현감으로 재임 시기에 병으로 사망한다. 기장으로 좌천되어 내려온 시랑대가 유명한 이조참의 권적에 관한 현감 공적비가 존재하는 지역이 기장이다. 기장 현감공은 무관이었으나 현감으로 부임한 고을마다 잘 다스려서 고을 사람들의 신망이 두터웠다고 한다.

## 분파
- 김포파(金浦派: 惠): 김포파(단활재공파)
- 청도파(淸道派: 天龍): 청도파(식성군파)
- 청도파(淸道派: 司正公 戌): 청도파(사정공파)
- 밀양파(密陽派: 生員公 丑): 밀양파(생원공파)
- 근재공파(覲齋公派: 孟賢): 면천파(교리공파), 인천파(감찰공파(監察公派)), 양주파(현감공파), 진주파(판관공파), 영해파(현령공파), 원주파(진사공파)
- 율간공파(栗澗公派: 仲賢): 김해파(사직공파), 함안파(덕고공파)
- 사의공파(司議公派: 季賢): 창원파(첨지공파), 진주파(통정공파), 하동파(주부공파), 함안파(처사공파)

## 인물
- 이맹현(李孟賢, 1436년 ~ 1487년) :  성종 초에 장령·응교·부교리 등을 지내고 1477년(성종 8) 직제학·부제학을 거쳐, 1480년 이조참판, 1483년 나주목사(羅州牧使) 등을 역임하였다.
- 이현일
- 이인호 : 경남 진양군 교육청 (현 진주시 교육지원청) 초대 교육장, 전 하동군수, 전 양산군수, 전 산청군수, 전 창원군수, 전 경상남도 인재개발원장, 전 밀양군수.
- 이용태 : 미국 유타대학교 통계물리학 박사. 한국 최초로 1981년 개인용 컴퓨터(PC)를 출시해 상용화. 전 삼보컴퓨터 명예회장. 전 데이콤 사장.
- 이재오
- 이동훈 : 전 상공자원부 차관, 전 공업진흥청장, 초대 한국수출보험공사 사장, 전 한국생산성본부 회장, 전 남해화학 사장, 전 한국전화번호부 회장, 전 한국산업인력공단 이사장.
- 이문열 : 나본을 각색한 중화민국 모본 《삼국지연의》의 번역서로 국내 최다 판매본 기록.
- 이호섭(李虎燮, 1959년 9월 12일 ~ ) : 대한민국 대중가요 작곡가. 한국가창학회 회장.
- 이동룡 : 전 기아자동차 부사장, 전 기아자동차 인재개발원 원장.
- 이희범: 전 산업자원부 장관
- 이재동(李在東, 1995년 12월 03 ~): 대한민국 요들러, 알펜로제 어린이 요들단 단장, 스위스 탄산수 메인 보컬
- 이유진: 히든싱어 에일리편 출연, 전국노래자랑 부산 금정구편 우수상

## 항렬표
| 34세            | 35세          | 36세            | 37세          | 38세            | 39세          | 40세            | 41세          | 42세            | 43세          | 44세            |
| --------------- | ------------- | --------------- | ------------- | --------------- | ------------- | --------------- | ------------- | --------------- | ------------- | --------------- |
| ○해(海) ○호(浩) | 병(秉) 동(東) | ○섭(燮) ○환(煥) | 균(均) 재(在) | ○종(鍾) ○석(錫) | 홍(洪) 영(永) | ○상(相) ○주(柱) | 희(熙) 렬(烈) | ○규(圭) ○곤(坤) | 용(鏞) 석(錫) | ○청(淸) ○낙(洛) |

## 과거 급제자
재령 이씨는 조선시대 문과 급제자 16명, 무과 급제자 10명을 배출하였다.
무과
이경성(李景成) 이명빈(李命彬) 이몽상(李夢祥) 이시중(李時中) 이애(李璦)
이운룡(李雲龍) 이한익(李漢翼) 이유경(李有暻) 이항(李炕) 이형규(李亨奎)
문과
이규일(李圭一) 이덕화(李德華) 이맹현(李孟賢) 이맹현(李孟賢) 이상(李瑺)
이세후(李世垕) 이운(李芸) 이운재(李雲栽) 이유신(李有臣) 이윤룡(李潤龍)
이중현(李仲賢) 이징(李徵) 이함(李涵) 이함(李涵) 이해(李楷)
이희(李憙)
생원시
이구(李玖) 이국헌(李國憲) 이상(李瑺) 이속(李㻋) 이수봉(李洙鳳)
이수형(李壽瀅) 이시명(李時明) 이예훈(李禮勛) 이우추(李宇錘) 이운장(李雲章)
이원규(李圓奎) 이인희(李仁熙) 이재익(李在益) 이재헌(李再憲) 이주원(李周遠)
이지욱(李之煜) 이집(李集) 이징(李徵) 이철신(李喆臣) 이태환(李台煥)
이함(李涵) 이효일(李孝一) 이희일(李熙一) 이희정(李喜精) 이희중(李喜中)
이희필(李喜弼)
진사시
이경창(李慶昌) 이병규(李秉奎) 이봉규(李鳳奎) 이상(李瑺) 이상일(李尙逸)
이수면(李壽冕) 이시청(李時淸) 이우육(李宇錥) 이운명(李雲明) 이지한(李之漢)
이현재(李玄栽) 이형(李衡) 이희(李熹) 이희만(李喜萬) 이희익(李喜益)

## 본관
재령(載寧)은 황해도 중앙부에 위치하는 지명으로 고구려 때에는 식성(息城 : 漢城, 乃忽, 漢忽)이라 불렸다. 757년(신라 경덕왕 16) 중반군(重盤郡)으로 개칭하였다가, 907년(효공왕 11)에 안주(安州)로 고쳤다. 995년(고려 성종 14)에 방어사(防禦使)를 두었다가 1018년(현종 9)에 방어사를 폐하고 안서도호부(安西都護府)에 예속시켰으며, 예종(睿宗) 때는 감무(監務)를 두었고, 1217년(고종 4) 거란병의 침공을 막은 공으로 재령(載寧)으로 고치고 현으로 승격하였다.

## 기타
전국 재령 이씨 종친회들 중에 부산종친회가 가장 크며 결성된지 60여년이 넘었으며, 진주 종친회와 서울 종친회는 30년 정도 되었다. 서울 종친회는 상경한 재령 이씨들이 세웠다.
조선 태종 시기에 만든 지명인 삼가현은 삼가면으로 여전히 남아있는 반면에, 서원철폐령으로 훼철된 운구서원에서 고려국 관료 3인을 향한 제사는 현재 지내지 않는다.

## 같이 보기
- 고려의 문화
- 고려동
- 두문동칠십이인